# Amvrakia
Amvrakia-søen eller Ambracia ( græsk: Αμβρακία) er en ferskvandssø i Aetolia-Acarnania i det vestlige Grækenland. Den ligger mellem byerne Agrinio og Amphilochia og er 13,8 kilometer lang, 3,8 kilometer bred og har en maksimal dybde på 40 meter . Den er et Natura 2000- beskyttet habitat.

## Oprindelse
Amvrakia-søen var et resultat af tektoniske bevægelser. Det er karstisk sø, der er dannet af aflejringer af mesozoisk kalksten.

## Beliggenhed og geologi
Amvrakia-søen ligger langs en lavning nordvest for Ozeros-søen og vest for bjerget Thyamos eller Petalas. Dets samlede overfladeareal var tidligere 13,6 km2, men det område er skrumpet drastisk de seneste år. En af årsagerne til denne reduktion i størrelse var en lang tørke, og den anden var dræningen af den lavvandede nordlige del af bassinet. Denne dræning havde en alvorlig indvirkning på søens størrelse på grund af bassinets lille størrelse (112 km2.).

## Vigtige arter
Pseudobithynia ambrakis er en art af snegle (bithynidae), der kun er fundet i Amvrakia-søen.

## Trusler
Hydraulisk aktivitet med de karstiske grundvandsmagasiner, fordampning om sommeren og brug af vand til kunstvanding resulterer i svingende vandstande for hvert år, der går. Søens vand er forurenet, men ikke alarmerende, af afstrømningen fra tobaksplantagerne, der ligger ved de østlige og sydlige områder af afvandingsområdet. Søens østkyst er intenst opdyrket, markerne når næsten til kysten. De udyrkede arealer ved søens bred bruges som græsgange for kvæg.